# Waynesboro (Pennsilvània)
|  | Aquest article tracta sobre la població de Pennsilvània. Vegeu-ne altres significats a «Waynesboro». |

Waynesboro és una població dels Estats Units a l'estat de Pennsilvània. Segons el cens del 2000 tenia 9.614 habitants.

## Demografia
Segons el cens del 2000, Waynesboro tenia 9.614 habitants, 4.228 habitatges, i 2.553 famílies. La densitat de població era de 1.104,8 habitants/km².
Dels 4.228 habitatges en un 27,5% hi vivien nens de menys de 18 anys, en un 44,1% hi vivien parelles casades, en un 12,1% dones solteres, i en un 39,6% no eren unitats familiars. En el 34% dels habitatges hi vivien persones soles el 15,4% de les quals corresponia a persones de 65 anys o més que vivien soles. El nombre mitjà de persones vivint en cada habitatge era de 2,26 i el nombre mitjà de persones que vivien en cada família era de 2,87.
Per edats la població es repartia de la següent manera: un 23,1% tenia menys de 18 anys, un 9,5% entre 18 i 24, un 29,7% entre 25 i 44, un 20,2% de 45 a 60 i un 17,6% 65 anys o més.
L'edat mediana era de 36 anys. Per cada 100 dones de 18 o més anys hi havia 86,8 homes.
La renda mediana per habitatge era de 31.574$ i la renda mediana per família de 39.951$. Els homes tenien una renda mediana de 31.585$ mentre que les dones 22.466$. La renda per capita de la població era de 17.063$. Entorn del 7% de les famílies i el 10,3% de la població estaven per davall del llindar de pobresa.

## Poblacions més properes
El següent diagrama mostra les poblacions més properes.